# Ryocalanus spinifrons
Ryocalanus spinifrons is een eenoogkreeftjessoort uit de familie van de Ryocalanidae. De wetenschappelijke naam van de soort is voor het eerst geldig gepubliceerd in 2000 door Shimode, Toda & Kikuchi T..